# 28724 Stott
28724 Stott este o planetă minoră (asteroid), cu un diametru de 2,43 km, din centura de asteroizi. A fost descoperită pe 2 aprilie 2000 la Stația Anderson Mesa de Lowell Observatory Near-Earth-Object Search. 
Obiectul prezintă o orbită caracterizată de o semiaxă mare de 2,200249 UAi, o excentricitate de 0,14, o înclinație de 4,66891 ° în raport cu ecliptica.